# Braciszów
Braciszów (deutsch Bratsch, tschechisch Vratišovy) ist ein Ort in der Stadt- und Landgemeinde Głubczyce im Powiat Głubczycki der Woiwodschaft Oppeln in Polen.

## Geographie
Das Angerdorf Braciszów liegt 12 Kilometer südwestlich von Głubczyce (Leobschütz) und 75 Kilometer südwestlich Opole (Oppeln) in der Nizina Śląska (Schlesische Tiefebene) am südöstlichen Ausläufer des Zuckmanteler Berglandes. Nördlich des Dorfes liegt die Widnogóra (Hulberg) mit einer Höhe von 433 m.
Nachbarorte von Braciszów sind im Westen Mokre-Kolonia (Kolonie Mocker), im Südosten Chróstno (Saliswalde), im Süden Ciermięcice (Türmitz) und im Westen Pietrowice (Peterwitz).

## Geschichte

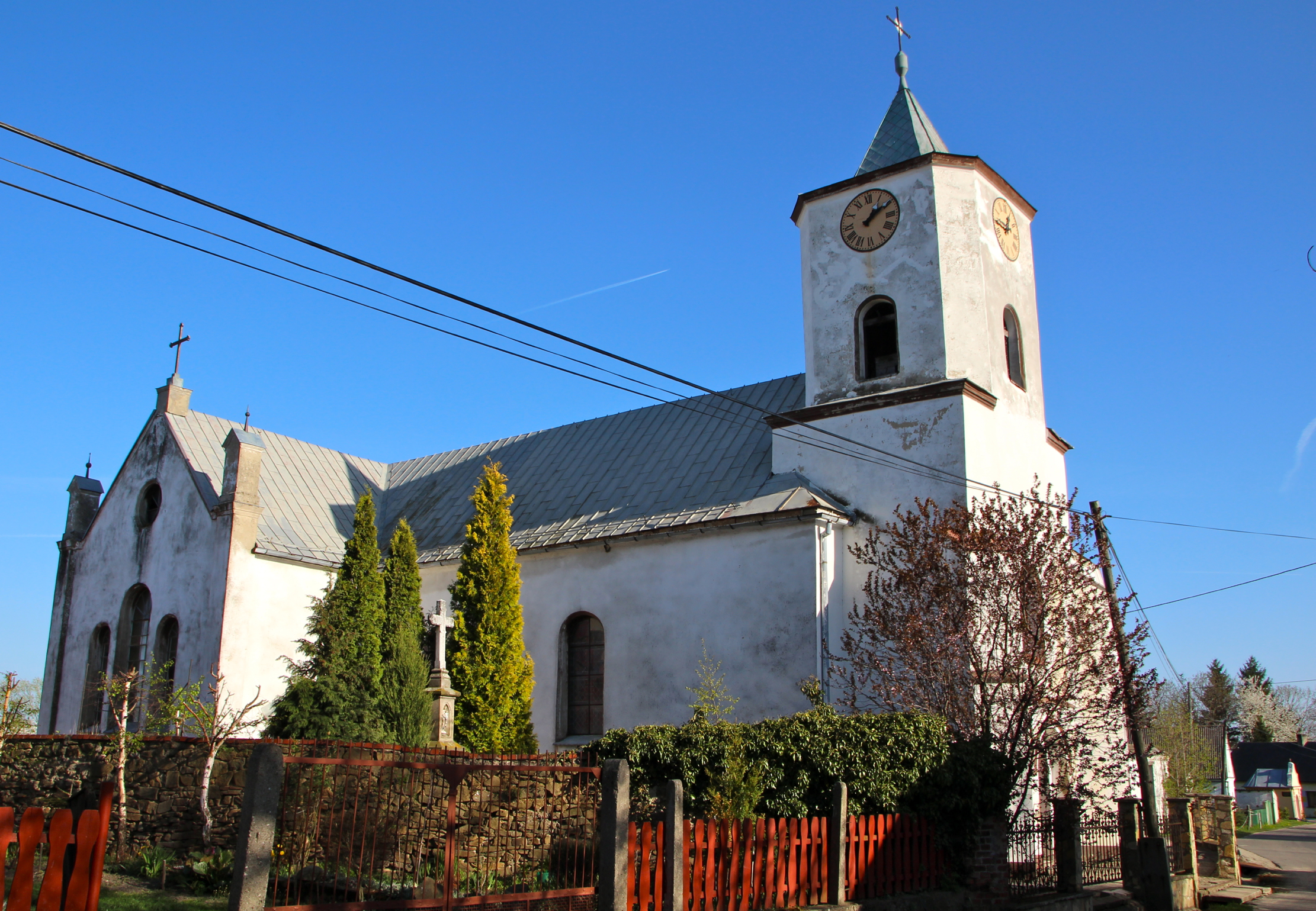
Johann-Nepomuk-Kirche

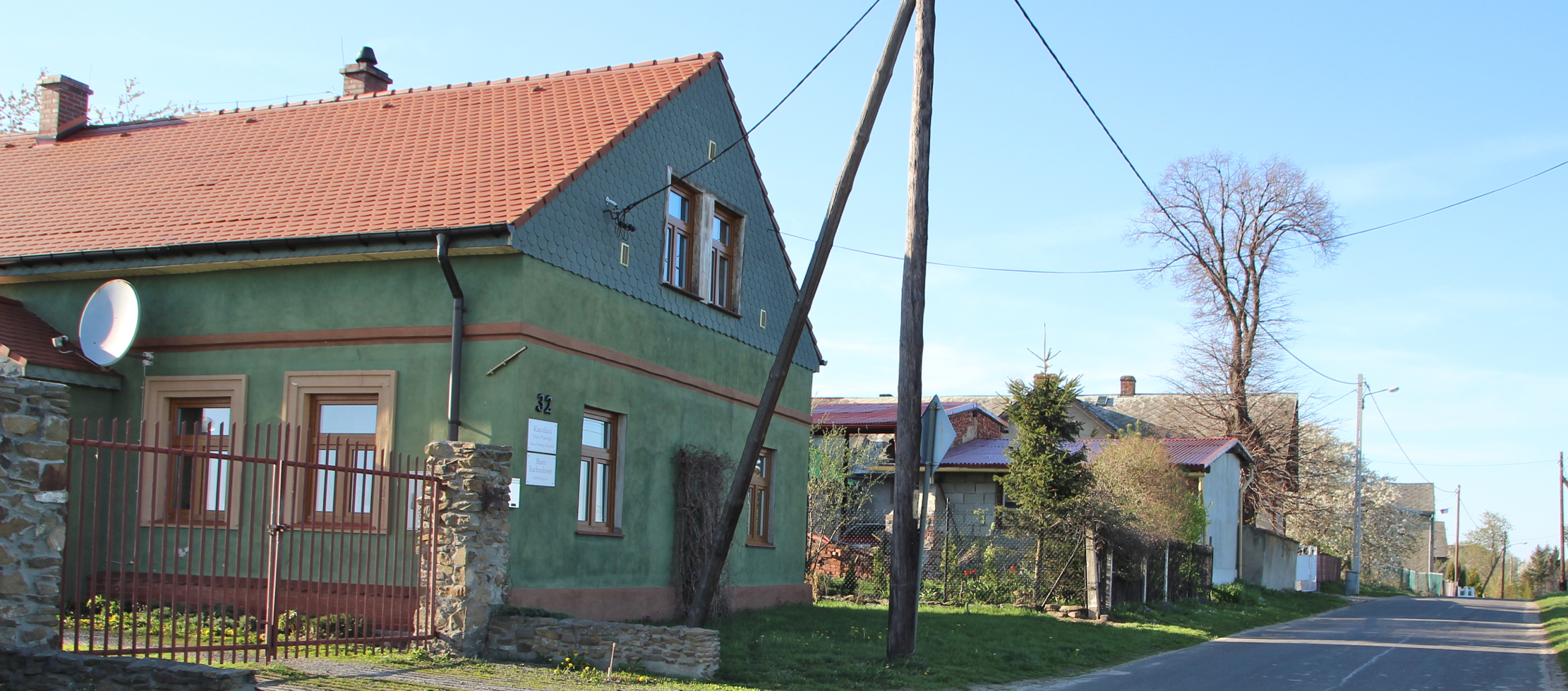
Dorfpartie

Der Ort wurde 1377 erstmals als Bratrisch erwähnt. Der Ortsname leitet sich vom Personennamen Bratrzik ab, die Niederlassung des Bratrziks.
Nach dem Ersten Schlesischen Krieg 1742 fiel Bratsch mit dem größten Teil Schlesiens an Preußen.
Nach der Neuorganisation der Provinz Schlesien gehörte die Landgemeinde Bratsch ab 1816 zum Landkreis Leobschütz im Regierungsbezirk Oppeln. 1845 bestanden im Dorf zwei Vorwerke, eine katholische Kirche, eine katholische Schule, eine Windmühle und 98 Häuser. Im gleichen Jahr lebten in Bratsch 615 Menschen, davon 3 katholisch. 1861 zählte Bratsch 14 Bauern, 19 Gärtner-, 54 Acker- und 14 Anglerhäusler sowie zwei Windmühlen. 1874 wurde der Amtsbezirk Sauerwitz gegründet, welcher die Landgemeinden Bratsch, Peterwitz, Sauerwitz und Türmitz umfasste.
Bei der Volksabstimmung in Oberschlesien am 20. März 1921 stimmten in Bratsch 781 Personen für einen Verbleib bei Deutschland und 0 für Polen. Bratsch verblieb wie der gesamte Stimmkreis Leobschütz beim Deutschen Reich. 1933 zählte der Ort 919 Einwohner, 1939 wiederum 868. Bis 1945 gehörte der Ort zum Landkreis Leobschütz. Die Bevölkerung von Bratsch floh am 22. März 1945 vor den heranrückenden russischen Soldaten. Am darauffolgenden Tag nahm die Rote Armee Bratsch. Durch Brandstiftung der russischen Soldaten wurden von 140 Wohnhäusern 100 Häuser zerstört.
1945 kam der bisher deutsche Ort unter polnische Verwaltung, wurde in Braciszów umbenannt und der Woiwodschaft Schlesien angeschlossen. Im Mai 1945 kam ein Teil der Bratscher Bevölkerung zurück in den Ort. Im August wurde die deutsche Bevölkerung vertrieben. Ein Teil der Bevölkerung kam nach Bad Pyrmont sowie nach Aue im Erzgebirge. 1950 wurde Braciszów der Woiwodschaft Oppeln zugeteilt. 1999 wurde es Teil des wiedergegründeten Powiat Głubczycki.

## Sehenswürdigkeiten

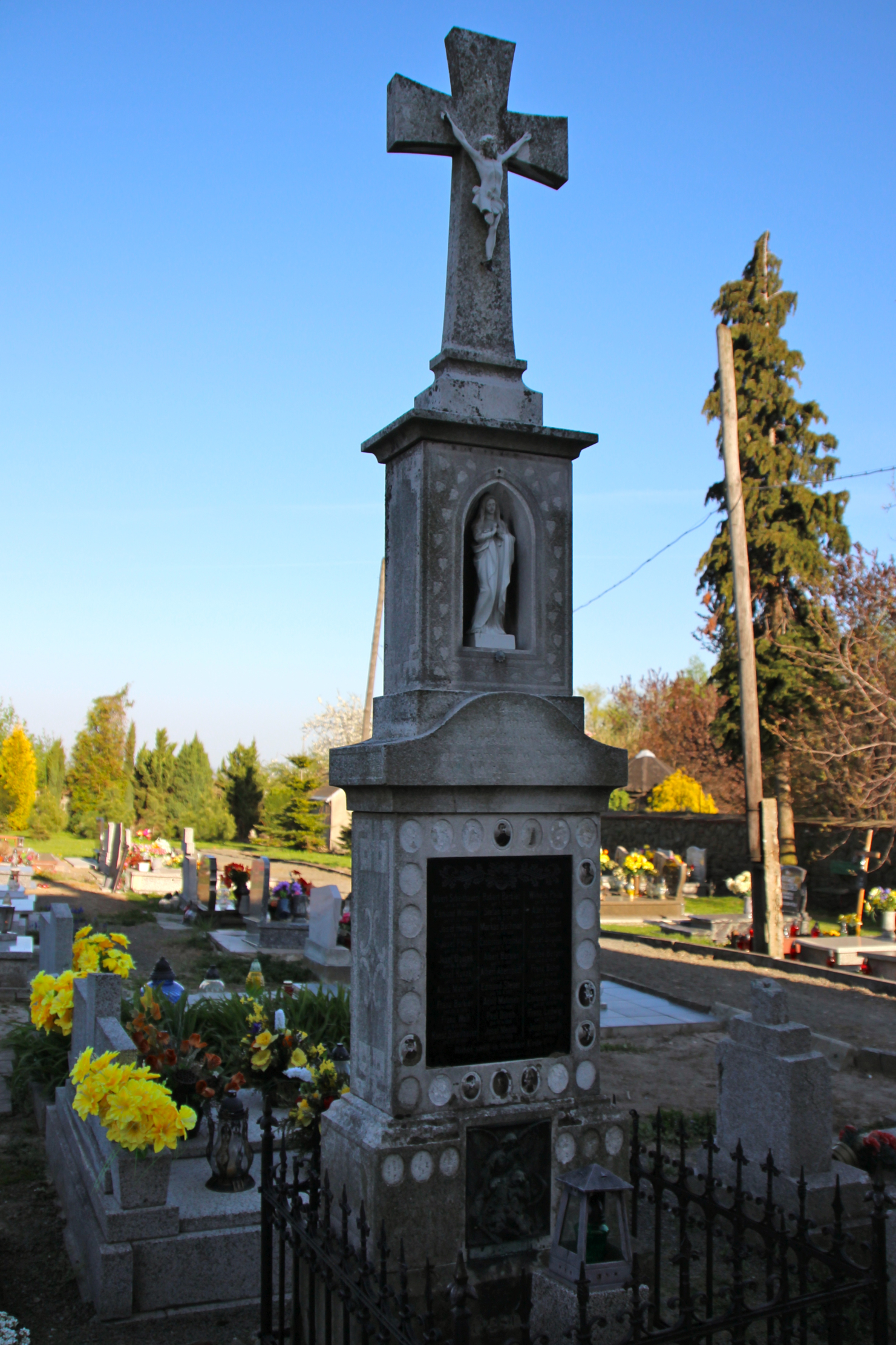
Gefallenendenkmal

- Die römisch-katholische Johann-Nepomuk-Kirche (poln. Kościół św. Jana Nepomucena) wurde 1778 erbaut. 1863 erfolgte ein Ausbau des Kirchenbaus. Im Ersten Weltkrieg wurden zwei der drei Kirchglocken eingeschmolzen. Die Kirche steht seit 1966 unter Denkmalschutz.[8]
- Denkmal für die Gefallenen des Ersten Weltkriegs
- Steinerne Wegekapelle mit Altar
- Steinerne Wegekapelle mit barocken Giebel
- Steinerne Wegekreuze
- Nepomukstatue